# Malformação capilar
Uma malformação capilar (MC), ou mancha em vinho do Porto ou, ainda nevus flammeus (termos históricos) é, quase sempre, uma mancha, sinal ou marca de nascença. É causada por uma anomalia vascular de capilares.
Malformações capilares normalmente persistem por toda a vida.  A área de pele afetada cresce proporcionalmente ao crescimento geral do organismo. Ocorrem mais frequentemente na face, mas podem aparecer em qualquer parte do corpo, particularmente no pescoço e tronco. Inicialmente, seu aspecto é rosado e completamente plano. Com o crescimento do paciente, a cor vai escurecendo e tendendo a vermelho escuro ou azulado. Na idade adulta, a pele se torna espessa e com textura rugosa, às vezes lembrando o aspecto de casca de laranja.  Foram denominadas de mancha em do vinho do Porto antigamente devido a sua coloração vermelho-azulada.
Podem surgir combinadas a outras anomalias vasculares e malformações, formando síndromes, como as de Sturge-Weber e Klippel–Trénaunay.

## Genética
A ocorrência de MC pode estar associada a uma mutação somática de ganho de função c.548G→A no gene GNAQ. Uma associação com m mutações do gene RASA1 também foi descrita.

## Diagnóstico
MC podem ser diagnosticadas com base na história clínica e exame físico apenas, sem necessidade de exames complementares. Em casos atípicos, uma biópsia de pele pode confirmar o diagnóstico. Dependendo da localização da MC e de sinais e sintomas concorrentes, outros exames podem ser solicitados, como medida da pressão intra-ocular e raio-X do crânio.
Uma ressonância magnética cerebral pode ser necessária em crianças com MC facial a fim de investigar sinais de  Síndrome de Sturge-Weber.

## Tratamento
Um sem número de tratamentos, a maioria sem eficácia e até danosos, já foram usados para tratar MC. Crioterapia, cirurgia, radioterapia, entre outros, foram usados, em geral com resultados estéticos insatisfatórios. Tratamento com laser pode destruir os vasos capilares sem muito dano à pele suprajacente, podendo ser utilizado para o tratamento. É importante que a terapia seja realizada num centro especializado e por profissional com experiência na terapia laser de MC. O tratamento pode causar dor, lesões crostas e folhosas na pele, e sua eficácia a longo prazo nunca foi testada. Até 10 sessões podem ser necessárias para diminuir a cor de uma MC, mas o desaparecimento completo da lesão, mais comumente, não ocorre.

## Prognóstico
Quando não tratado, ou quando a terapia não é bem sucedida, ocorre hipertrofia progressiva, sangramento eventual e desfiguração. Problemas funcionais podem ocorrer se a lesão envolver um olho, por exemplo. Lesões associadas às pálpebras podem cursar com glaucoma. Problemas sociais e emocionais são comuns nos pacientes com MC da face.

## Epidemiologia
Estudos demonstram uma incidência de cerca de 3-5 casos por 1000 nascidos vivos.